# Kerso
Kerso is een bestuurslaag in het regentschap Japara van de provincie Midden-Java, Indonesië. Kerso telt 4200 inwoners (volkstelling 2010).